# باتريك هيوستن
باتريك هيوستن (بالإنجليزية: Patrick Huston)‏ هو نبال بريطاني، ولد في 5 يناير 1996 في بلفاست في المملكة المتحدة.

## وصلات خارجية
- الموقع الرسمي
- باتريك هيوستن على موقع الاتحاد الدولي للرماية بالسهام (الإنجليزية)
- باتريك هيوستن على موقع اللجنة الأولمبية الدولية (الإنجليزية)
- باتريك هيوستن على موقع أوليمبيديا (الإنجليزية)
- باتريك هيوستن على موقع اللجنة الأولمبية البريطانية (الإنجليزية)
- باتريك هيوستن على موقع الجمعية الدولية للألعاب العالمية (الإنجليزية)